# 許さない
「許さない」（ゆるさない）は、1999年3月3日にリリースされた岩崎宏美の53枚目のシングル。

## 解説
- 作詞に新たにドリアン助川を、作曲にデビュー以来岩崎の音楽を支えた筒美京平を起用（筒美による楽曲提供は、1986年リリースの「夜のてのひら」以来となる）。サビではファルセットを用いるという新境地を開拓。岩崎は曲をもらった時、筒美に対して「やっぱり私の一番よく響く音色を使って曲を作ってくださる方だ」と思ったと後年のインタビューで振り返っており、岩崎自身や岩崎の長男もこの曲が大好きだと語っている[1]

- カップリングの「春おぼろ」は、1998年12月10日のブルーノート大阪 に於けるライブ録音。古川昌義のアコースティック・ギターのみによる歌唱で、1979年のオリジナルとはアレンジが異なっている。

## 収録曲
- 両楽曲共に、作曲：筒美京平

1. 許さない
作詞：ドリアン助川／編曲: 山本健司
2. 春おぼろ (LIVE)
作詞：山上路夫／編曲：古川昌義
3. 許さない（インストゥルメンタル）